# Puccinia nitida
Puccinia nitida är en svampart som beskrevs av Barclay 1891. Puccinia nitida ingår i släktet Puccinia och familjen Pucciniaceae.   Inga underarter finns listade i Catalogue of Life.